# 모투페타우섬
모투페타우섬(Motufetau)은 투발루 누쿠페타우 환초의 동쪽에 위치한 작은 무인도이다.